# Фердинанд II Тирольский
Фердинанд II (14 июня 1529, Линц, эрцгерцогство Австрия над Энсом — 24 января 1595[…], Инсбрук, Цислейтания) — эрцгерцог Австрийский, правитель Передней Австрии и Тироля с 1564 до своей смерти.

## Биография
Второй сын императора Фердинанда I и его жены Анны Ягеллонки.
По приказу своего отца в 1547 году он стал заниматься управлением Богемии. В 1556 вёл кампанию против турок в Австрии. После смерти отца в 1564 году, Фердинанд получил Тироль и Переднюю Австрию. Также, по желанию своего брата Максимилиана II он остался наместником в Праге до 1567 года. На своих землях Фердинанд убедился во введении католической контрреформации. В 1587 году безуспешно пытался занять польский трон.
В 1557 году он тайно женился на Филиппине Вельзер, дочери банкира из Аугсбурга, и имел от неё детей. Брак был узаконен императором в 1559 в условиях секретности. Их дети носили титул Австрийские, но были полностью исключены из линии наследования. Сыновья, правда, получили в качестве компенсации маркграфство Бургау — старинное владение Габсбургов в Швабии. Дети:
- Андреас (1558—1600), кардинал, епископ Бриксена и Констанца, маркграф Бургау,
- Карл (1560—1627), маркграф Бургау, женился на Сибилле Юлих-Клеве-Бергской, жил на широкую ногу в Гюнцбурге на Дунае и держал там свой двор, для которого выстроил сохранившуюся доныне резиденцию;
- близнецы Филипп (1562—1563) и Мария (1562—1563).

После смерти Филиппины Фердинанд в 1582 году женился на своей племяннице Анне-Катерине (1566—1621), дочери Вильгельма I, герцога Мантуи.
- Анна Элеонора (1583—1584);
- Мария (1584—1649), монахиня;
- Анна (1585—1618), супруга императора Маттиаса.

После смерти эрцгерцога Тироль был объединен с владениями Габсбургов, так как дети от первого брака были исключены из наследования, а во втором родились только дочери. Его младшая дочь вышла замуж за императора Маттиаса, который получил Переднюю Австрию.

## Покровитель искусств
Фердинанд II был большим почитателем и неустанным собирателем декоративно-прикладного искусства. Его инкрустированный кабинетный шкаф и другие коллекции находятся в Музее истории искусств в Вене.
Существует предположение, что именно Фердинанд II выступает противником саксонского курфюрста Иоганна Фридриха Великодушного на картине 1548 года «Курфюрст Иоганн Фридрих Великодушный играет в шахматы с испанским дворянином», опирающееся на несомненное его портретное сходство с персонажем, изображённым на картине.